# Utkshepau

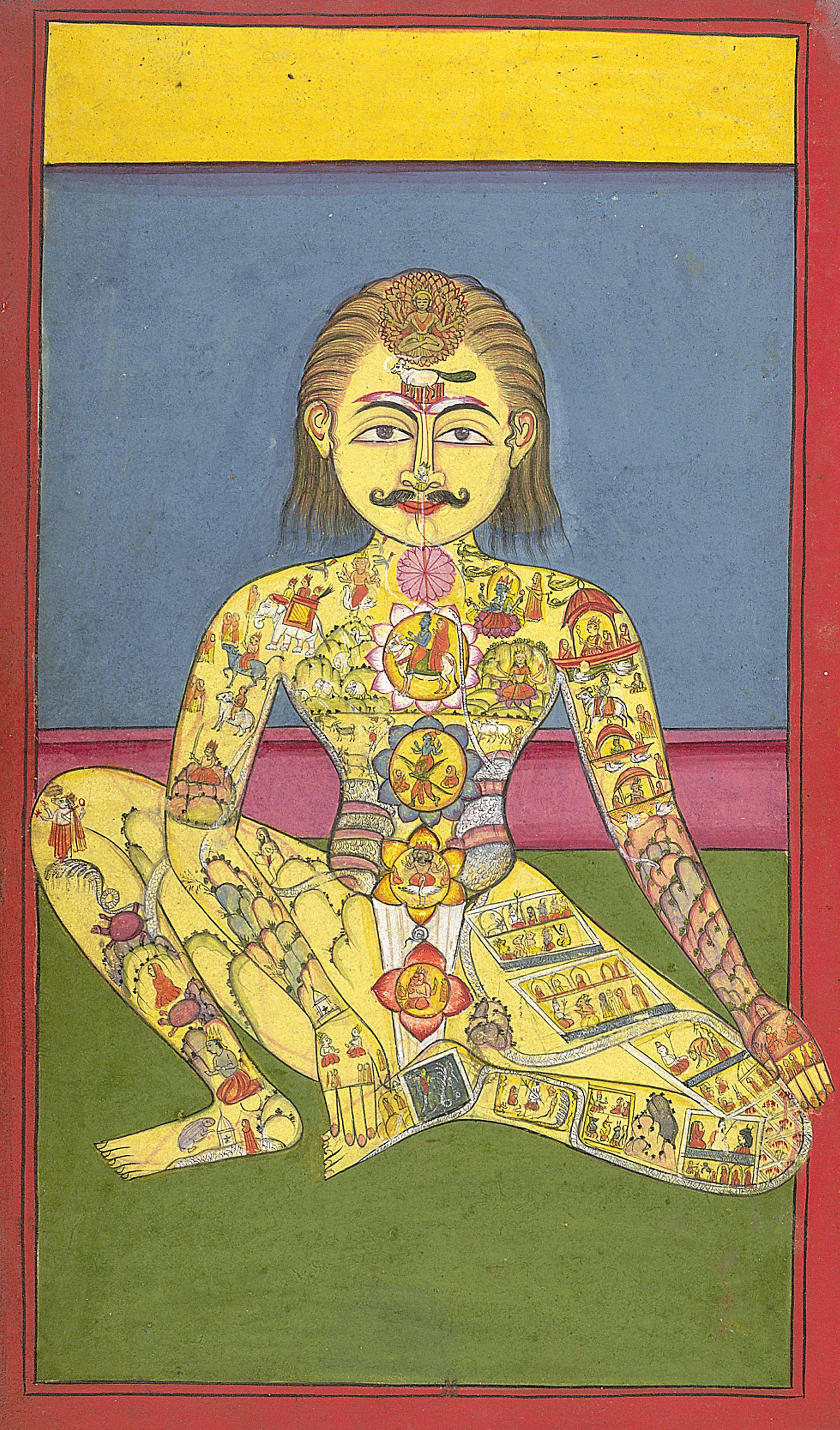
oude Tibetaanse kaart met de 7 Chakra's en de belangrijkste marmapunten

Utkshepau (Utkshepau-punt) is een marmapunt gelegen op het hoofd. Marmapunten worden in Oosterse filosofieën gebruikt bij massage, yoga, reflexologie en reiki. Men gelooft dat een marmapunt op een nadi ligt en zo een uitwerking kan hebben op een bepaald lichaamsdeel, proces of emotie
Utkshepau is gelegen op net achter het oor op de schedelrand. Dit punt heeft invloed op bewustzijn en hersenfuncties.

## Overige marmapunten
Naar schatting zijn er 62.000 marmapunten in het lichaam. De belangrijkste 52 zijn: